# Liván Hernández
Liván Hernández (Villa Clara, 20 de fevereiro de 1975) é um ex-jogador profissional de beisebol cubano.

## Carreira
Liván Hernández foi campeão da World Series 1997 jogando pelo Florida Marlins. Na série de partidas decisiva, sua equipe venceu o Cleveland Indians por 4 jogos a 3.